# Apocephalus cantleyi
Apocephalus cantleyi är en tvåvingeart som beskrevs av Brown 1997. Apocephalus cantleyi ingår i släktet Apocephalus och familjen puckelflugor. Inga underarter finns listade i Catalogue of Life.